# Франческо Франча
Франческо Франча, роден Франческо Райболини, нар. Ил Франча (на италиански: Francesco Francia; Francesco Raibolini, detto il Francia; * 1447 в Болоня; † 5 януари 1517, пак там), с истинско име е италиански художник, златар и изработчик на медальони в епохата на Ренесанса. Основател е на Болонската школа по живопис.
Преди да започне да рисува през 1485 г., той учи за златар. Следва при италианския художник Франческо Скуарчоне в Падуа. Рисува най-вече Света Богородица и светци и между другото и портрети. Той става майстор на монети и печати. Приятел е и си кореспондира (1508) с Рафаело от Флорентинската школа.
В работилницата му в Болоня той има през живота си над 300 ученика. Негов ученик и асистент е художникът Лоренцо Коста.